# 최원용 (바둑 기사)
최원용(崔原踊, 1984년 8월 28일 ~ )은 대한민국의 바둑 기사이다.

## 약력
- 2000년 입단
- 2002년 2단 승단, 제7회 삼성화재배 32강
- 2003년 제22기 KBS 바둑왕전 본선, 제8기 LG정유배 4강, 제14기 비씨카드배 신인왕전 본선
- 2004년 제23기 KBS 바둑왕전 본선, 3단 승단, 제9기 LG정유배 본선, 9회 LG배 세계기왕전 24강
- 2006년 4단 승단, 제2기 한국물가정보배 프로기전 준우승 (대 이세돌 0:2), KB국민은행 2006 한국바둑리그 Kixx팀 와일드카드 (Kixx팀 우승)
- 2007년 KB국민은행 2007 한국바둑리그 출전(서울 신성건설)
- 2008년 명인전 본선, KB국민은행 2008 한국바둑리그 진출(울산디아채), 6단 승단
- 2009년 제53기 국수전 본선
- 2013년 7단 승단
- 2022년 9단 승단

## 특기사항
- 2002년 6월 이름을 '최민식'에서 '최원용'으로 개명하였다.